# Facultad de Filosofía y Letras (Universidad de Alcalá)

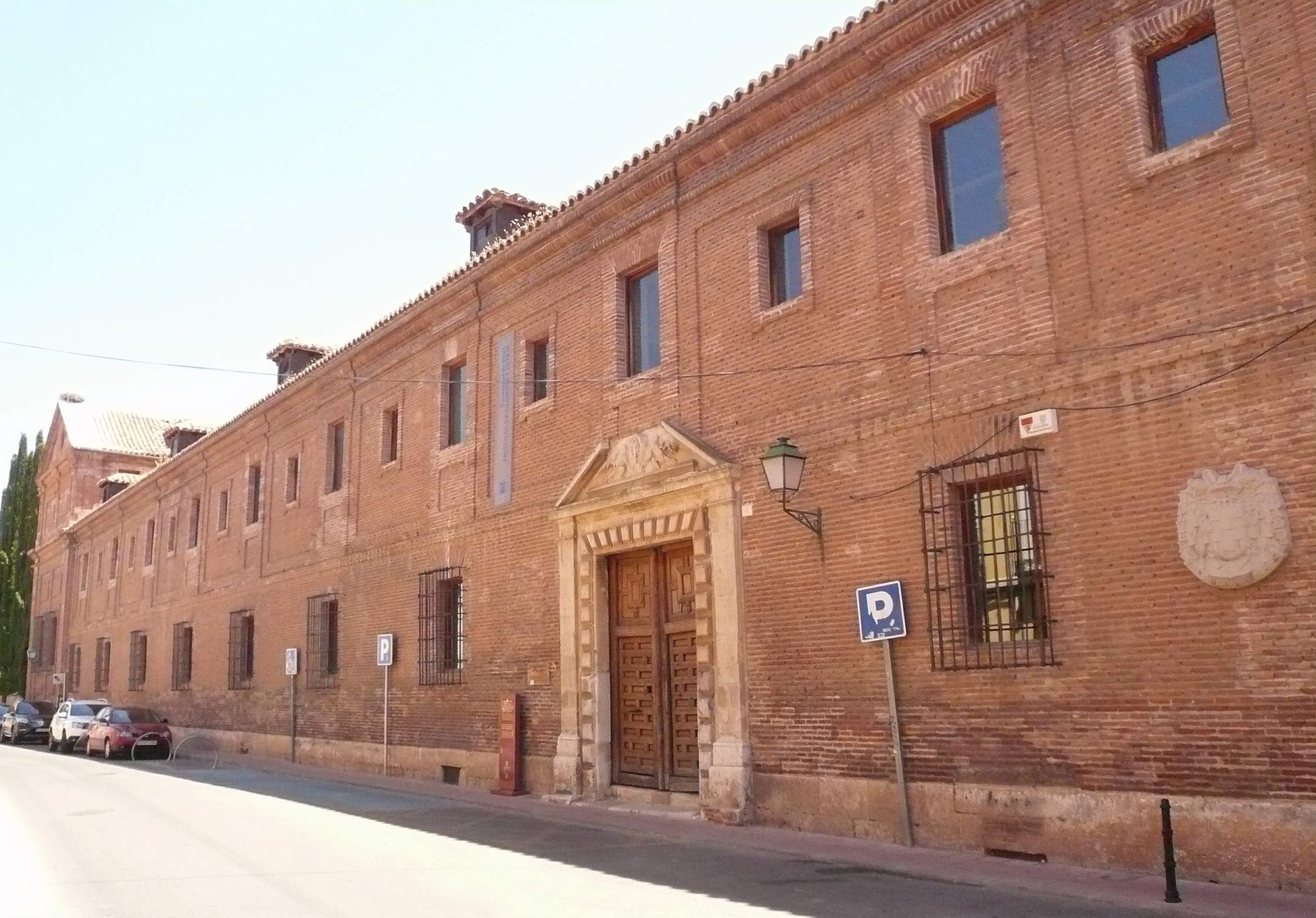
Edificio de Caracciolos en Alcalá de Henares.

La Facultad de Filosofía y Letras es uno de los centros educativos universitarios que forman el campus del casco histórico de la Universidad de Alcalá. Tiene su sede en el antiguo Colegio Menor de San Ciriaco y Santa Paula o Colegio de Málaga, en la calle Colegios nº 1, además de repartirse en el Colegio de San José de Caracciolos y de Trinitarios situado en la calle San Julián nº 3 en Alcalá de Henares (España).
Las titulaciones de Comunicación Audiovisual y de Lenguas Modernas y Traducción se imparten en el campus de Guadalajara, en el edificio modular junto a la Facultad de Educación.

## Titulaciones

### Grados
- Comunicación Audiovisual (campus Guadalajara)
- Estudios Hispánicos
- Estudios Ingleses
- Historia
- Humanidades
- Doble Grado en Humanidades y Magisterio de Educación Primaria
- Lenguas Modernas y Traducción (campus Alcalá y Guadalajara)

### Postgrado

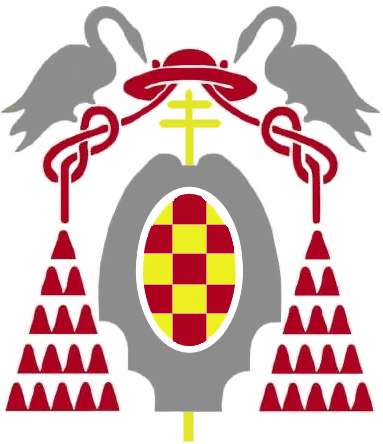
Escudo de la Universidad de Alcalá.

#### Doctorado
- América Latina Contemporánea
- Estudios Norteamericanos
- Estudios Teatrales
- Historia, Cultura Escrita y Pensamiento
- La Construcción de la España Contemporánea en el Contexto Europeo
- Lengua Española y Literatura
- Lenguas Modernas, Literatura y Traducción

#### Másteres Universitarios
- Arqueología y Gestión del Patrimonio Arqueológico
- Comunicación Intercultural, Interpretación y Traducción en los Servicios Públicos
- Documentación, Archivos y Bibliotecas
- Enseñanza del Inglés como Lengua Extranjera
- Estudios Clásicos
- Estudios Literarios y Culturales Hispánicos
- Estudios Norteamericanos
- Formación de Profesores de Español como Lengua Extranjera
- Gestión Cultural y de Industrias Creativas
- Interpretación de Conferencias Orientado a los Negocios
- Investigación en Literaturas Anglófonas e Hispánicas Contemporáneas
- Mediterráneo Antiguo
- Tecnologías de la Información Geográfica

## Departamentos
Aunque los siguientes son los departamentos oficiales de la facultad, también existen planes de estudio que se ofertan en el centro como "Derecho privado", "Ciencias Sanitarias y Médicosociales" y "Fundamentos de Economía e Historia económica"
- Departamento de Economía
- Departamento de Ciencias Jurídicas
- Departamentos de Ciencias de la Computación
- Ciencias de la Educación
- Departamento de Filología, Documentación y Comunicación
- Departamento de Filología Moderna
- Departamento de Geología, Geografía y Medio Ambiente
- Departamento de Historia y Filosofía